# FC Norchi Dinamoeli Tbilisi
El FC Norchi Dinamoeli (en georgiano: საფეხბურთო კლუბი ნორჩი დინამოელი) es un club de fútbol georgiano de la ciudad de Tiflis. Fue fundado en 1949 y juega en la Pirveli Liga.

## Palmarés
En 1949 el FC Dinamo Tbilisi organizó una escuela de fútbol Norchi Dinamoeli, cuyo objetivo principal era preparar el club para los jugadores jóvenes. En 1999 el Norchi Dinamoeli se convirtió en el ganador de Pirveli Liga y logra el ascenso a la Umaglesi Liga, donde el club participó como FC Tbilisi.
Después de la temporada, el Norchi Dinamoeli se unió a FC Merani-1991 Tbilisi, y pasó a ser el Norchi Dinamo-Merani-B. En 2002, el FC Merani ha enfrentado problemas financieros debido a la caída del equipo de la Umaglesi Liga. El 2003 el Norchi Dinamoeli desciende a la Meore Liga. En 2006 el equipo ganó Meore Liga y asciende a la Pirveli Liga.
- Pirveli Liga: 1

1999
- Meore Liga: 1

2006

## Temporadas Tras la Independencia
| Season  | League           | Pos. | Pl. | W  | D  | L  | GF | GA | P  | Cup         | Notas     | gerente          |
| ------- | ---------------- | ---- | --- | -- | -- | -- | -- | -- | -- | ----------- | --------- | ---------------- |
| 1995–96 | Pirveli Liga     | 2    | 36  | 26 | 3  | 7  | 99 | 27 | 81 | No Jugado   |           |                  |
| 1996–97 | Pirveli Liga     | 5    | 38  | 20 | 10 | 8  | 95 | 33 | 70 | No Jugado   |           |                  |
| 1998-99 | Pirveli Liga     | 1    | 26  | 24 | 0  | 2  | 79 | 17 | 72 | No Jugado   | promovido |                  |
| 1999-00 | Umaglesi Liga    | 14   | 14  | 3  | 2  | 9  | 12 | 26 | 25 | Ronda de 8  | relegado  |                  |
| 2001-02 | Pirveli Liga     | 11   | 22  | 5  | 1  | 16 | 17 | 47 | 16 | No Jugado   | relegado  |                  |
| 2005-06 | Meore Liga Este. | 1    | 30  | 22 | 6  | 2  | 82 | 12 | 72 | No Jugado   | promovido |                  |
| 2006-07 | Pirveli Liga     | 8    | 34  | 16 | 4  | 14 | 50 | 49 | 52 | Ronda de 16 |           |                  |
| 2007-08 | Pirveli Liga     | 10   | 27  | 1  | 7  | 19 | 20 | 70 | 10 | Ronda de 16 |           |                  |
| 2008-09 | Pirveli Liga     | 10   | 30  | 3  | 7  | 20 | 28 | 72 | 16 | Ronda de 32 |           |                  |
| 2009-10 | Pirveli Liga     | 8    | 28  | 9  | 5  | 14 | 38 | 57 | 32 | Round of 32 |           | Valeri Gagua     |
| 2010-11 | Pirveli Liga     | 10   | 32  | 10 | 5  | 17 | 39 | 58 | 35 | Ronda de 32 |           | Valeri Gagua     |
| 2011-12 | Pirveli Liga     | 1    | 19  | 14 | 7  | 4  | 48 | 28 | 44 | Ronda de 32 |           | Zorbeg Ebralidze |
| 2012-13 | Pirveli Liga     |      |     |    |    |    |    |    |    |             |           |                  |

### Torneos nacionales
- Pirveli Liga
  - campeón 1998-99
  - Segundo Lugar 1995-96
- Meore Liga
  - campeón 1994-1995 (Este Zon)
  - campeón 1996-1997 (Este Zon) (Norchi Dinamoeli-2)
  - campeón 1998-1999 (Este Zon) (Norchi Dinamoeli-2)
  - campeón 2002-2003 (Este Zon)
  - campeón 2005-2006 (Este Zon)